# Чавдар Янков
Чавдар Янков (болг. Чавдар Янков, * 29 березня 1984, Софія) — болгарський футболіст, півзахисник «Славії» (Софія).

## Клубна кар'єра
Вихованець софійського футболу. Професійні виступи розпочав 2001 року у складі клубу «Славія» з рідного міста. Влітку 2005 року на правах оренди перейшов до клубу Бундесліги «Ганновер 96». Після двох років виступів на правах оренди німецький клуб викупив трансфер гравця. Виступав у Німеччині до кінця 2009 року, у тому числі частину 2009 року у складі представника другої бундесліги «Дуйсбурга».

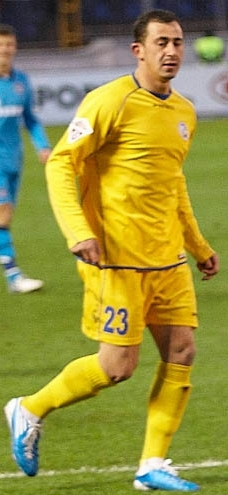
Чавдар Янков під час виступів за «Ростов». 2010 рік

До донецького «Металурга» перейшов 8 січня 2010 року, уклавши з клубом розрахований на 2,5 роки контракт. Однак вже у серпні того ж року був відправлений до оренди до кінця року у клуб російської Прем'єр-ліги «Ростов». Після завершення терміну оренди «Ростов» продовжив її ще на рік.
На початку 2012 року Янков повернувся в «Металург», але стати основним гравцем не зміг, провівши лише один матч в чемпіонаті, тому влітку 2012 року на правах вільного агента повернувся в рідну «Славію».

## Виступи за збірні
18 листопада 2003 року дебютував у збірній Болгарії, але стабільно почав викликатися до збірної лише з початком оновлення національної команди після невдалого виступу на чемпіонаті Європи 2004. Всього за збірну відіграв у 50 матчах, відзначився 5 голами.